# ティムール朝

イラン及びトゥーラーン
ایران و توران

国の標語: راستى رستى
（ペルシア語 : 正直に救いがある）
最盛期のティムール朝の支配領域（深緑）と一時的な占領地域（緑）

ティムール朝（ティムールちょう、ペルシア語: تیموریان、Tīmūriyān、ウズベク語: Temuriylar）は、中央アジアのマー・ワラー・アンナフル（現在のウズベキスタン中央部）に勃興したモンゴル帝国の継承政権のひとつで、中央アジアからイランにかけての地域を支配したイスラム王朝（1370年 - 1507年）。
その最盛期には、版図は北東は東トルキスタン、南東はインダス川、北西はヴォルガ川、南西はシリア・アナトリア方面にまで及び、かつてのモンゴル帝国の西南部地域を制覇した。創始者のティムール在位中の国家はティムール帝国と呼ばれることが多い。
王朝の始祖ティムールは、チャガタイ・ハン国に仕えるバルラス部族の出身で、言語的にテュルク化し、宗教的にイスラム化したモンゴル軍人（チャガタイ人）の一員であった。
ティムール一代の征服により、上述の大版図を実現するが、その死後に息子たちによって帝国は分割されたため急速に分裂に向かって縮小し、15世紀後半にはサマルカンドとヘラートの2政権が残った。
これらは最終的に16世紀初頭にウズベクのシャイバーニー朝によって中央アジアの領土を奪われるが、ティムール朝の王族の一人バーブルはアフガニスタンのカーブルを経てインドに入り、19世紀まで続くムガル帝国を打ち立てた。

## 歴史

### 征服事業
14世紀初頭にモンゴル王族カイドゥの王国を乗っ取る形で中央アジアの東西トルキスタンに勢力を拡大したチャガタイ・ハン国は、1340年頃には早くも分裂に向かい、東トルキスタンの東チャガタイ・ハン国とマー・ワラー・アンナフルの西チャガタイ・ハン国に分かれた。西チャガタイ・ハン国では多くの有力部族が地方に割拠したためにハンの権力は早々に喪失し、各地に分領を持つ有力な遊牧貴族による群雄割拠の態をなす。この中で盗賊的な活動を行いながら小さいながらも自己の勢力を築きつつあったのが、チンギス・カンの出たボルジギン氏と同祖の家系を誇る名門バルラス部族の出身であるが、父の代までにすっかり零落していた没落貴族の息子ティムールであった。1360年、東チャガタイ・ハン国（モグーリスタン・ハン国）のトゥグルク・ティムールが西チャガタイ・ハン国に侵攻し、一時的にチャガタイ・ハン国の東西統一を成し遂げると、ティムールはこれに服属してバルラス部の旧領を回復する。

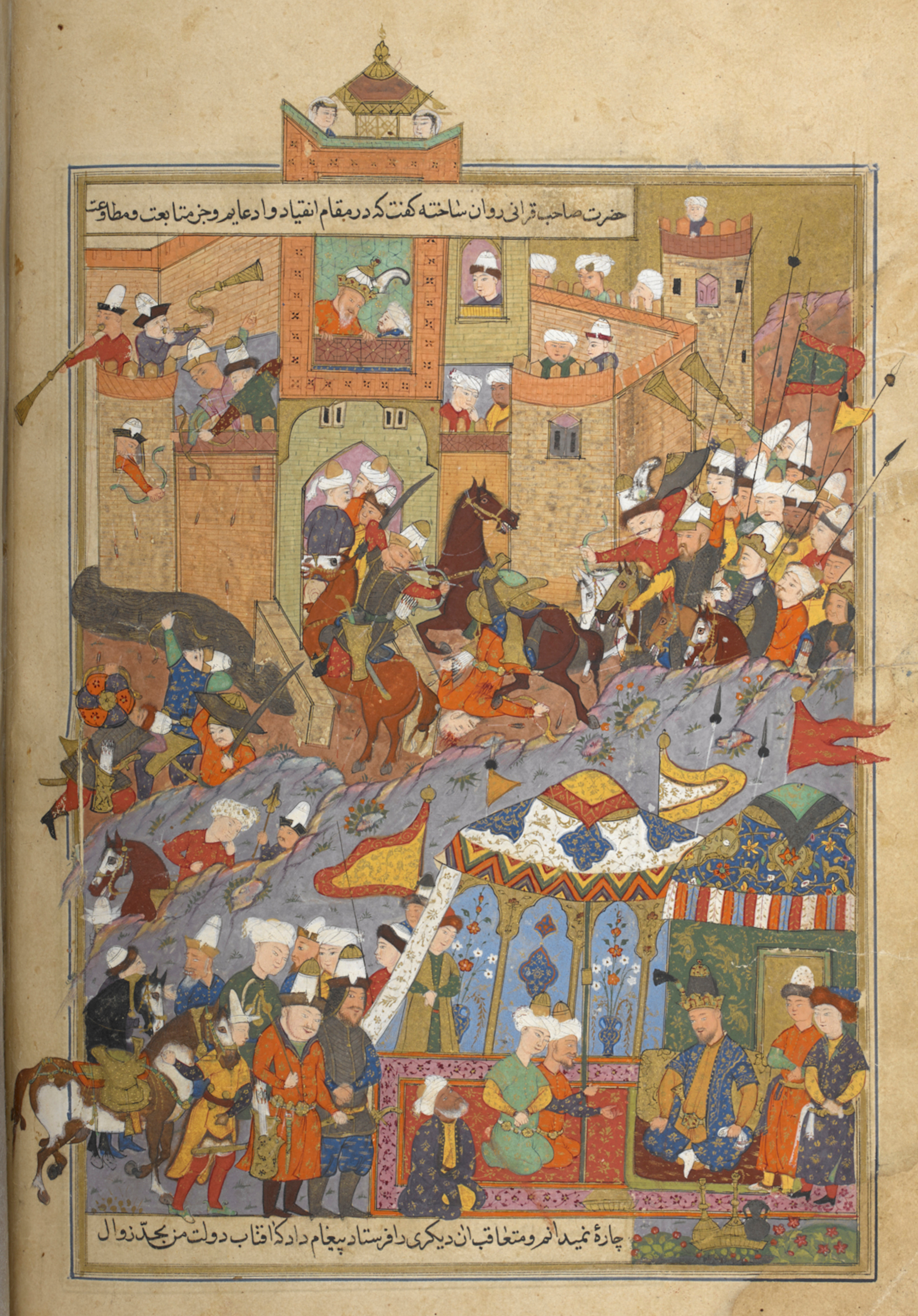
ティムールによるバルフ攻撃（ホーンダミール『清浄園』の16世紀の写本より）

やがてトゥグルク・ティムールが本拠地の東トルキスタンに帰ると、ティムールは東チャガタイ・ハン国から離反し、西チャガタイ・ハン国の諸部族と同盟と離反を繰り返しながら勢力を広げ、1370年までにマー・ワラー・アンナフルの覇権を確立した。彼はチンギス・カンの三男オゴデイの子孫ソユルガトミシュを西チャガタイ・ハン国のハンとして擁立し、自身はチンギス・カーンの子孫の娘を娶って、「ハン家の婿婿（アミール・キュレゲン）」という立場においてマー・ワラー・アンナフルに住むチャガタイ人の諸部族の統帥権を握った。一般に、この年をもってティムール朝の確立とする。
新王朝の確立後、ティムールは東トルキスタンに遠征してモグーリスタン・ハン国を服属させ、マー・ワラー・アンナフルの西のホラズムを征服した。さらにジョチ・ウルスから亡命してきたトクタミシュを支援してジョチ・ウルスを再統一させ、北西のキプチャク草原を友好国として中央アジアの支配を固めた。

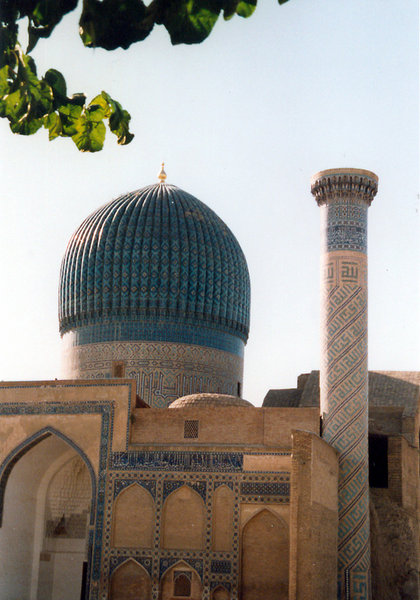
サマルカンドのグーリ・ミール廟

続いて、1335年のフレグ王家断絶後、イルハン朝（イル・ハン国、フレグ・ウルス）が解体して諸勢力の割拠していたイラン方面の経略を開始し、1380年にはマー・ワラー・アンナフルからアム川を越えてホラーサーンを征服、1388年までにイランの全域を服属させ、アルメニア、グルジアからアナトリア東部までを勢力下に置いた。1393年にはイランのファールス地方を支配するムザッファル朝を征服してイランの全土を完全に制圧し、さらにカフカスからキプチャク草原に入って、ホラズムの支配をめぐってティムールと対立したトクタミシュを討ち（トクタミシュ・ティムール戦争）、ジョチ・ウルスの都サライを破壊した。
1398年には矛先を変えてインドにも侵攻し、デリー・スルタン朝の都デリーなどを占領した。1400年には再び西方に遠征してアゼルバイジャンからシリア、イラクを席巻してマムルーク朝を破り、1402年にはアンカラの戦いでオスマン帝国を破って一時的に滅亡させ（空位時代）、シリア、アナトリアの諸侯国にまで宗主権を及ぼしてサマルカンドに帰還した。こうしてティムールは30年間でモンゴル帝国の西半分をほぼ統一することに成功した。
1404年には「ティムール紀行」で知られるルイ・ゴンサレス・デ・クラヴィホがティムール朝を訪れたが、ティムールの病の為にフランス王シャルル6世とカスティーリャ王エンリケ3世への返書を得ること無く帰国した。改めて東方のモンゴル帝国のカアン直轄領（元）回復をこころざし、元に代わって中国を支配した明への遠征に向かう途上の1405年にティムールは病死した。

### シャー・ルフとウルグ・ベク父子の時代
ティムールは生前から、新たに征服した地方は自身の王子たちを知事としその支配を委ねていたため、ティムールの死後、各地に分封されて勢力を蓄えていた王子たちの間で後継者を巡る争いが起った。ティムールは自身に先立って死んだ王子ジャハーンギールの子ピール・ムハンマド・ジャハーンギールを後継者に指名していたが、ピール・ムハンマドは諸王子の中では力が弱く、権力を掌握することができなかった。かわって三男ミーラーン・シャーの子でタシュケント知事のハリール・スルタンが首都サマルカンドを奪い、ティムールの後継者として即位する。しかし、腹心の部下をもっていなかったハリールは、寵姫シャーディ・ムルク（英: Shad Mulk）の政治介入を許して首都での支持を失うと、ホラーサーン地方の知事でホラーサーン駐留の軍団を統御することに成功したティムールの四男シャー・ルフによって退位させられた。
1409年にサマルカンドを征服、ティムール朝の3代君主となったシャー・ルフは、サマルカンドの支配は自身の長男ウルグ・ベクに任せてホラーサーンに帰り、ホラーサーンの主要都市のひとつヘラート（現アフガニスタン西部）を本拠地としてティムール朝の再統一に乗り出した。シャー・ルフは自身の子飼いの部将たちを将軍に登用して権力を固め、王朝発祥の地である中央アジアの遊牧民の軍事力を背景に地方で割拠する三人の兄の子孫たちから次第に権力を奪っていった。40年近く続いたシャー・ルフの治世には明との外交が樹立されて商業活動が振興し、国際商業とオアシスの豊かな農業生産に支えられた繁栄を背景に中央アジアではイスラム文化が大いに発展した。1415年、1422年、1431年頃の3度にわたり明の永楽帝の命を受けた鄭和がホルムズを訪れている。
しかし、西方辺境の東アナトリアからイランの西部ではティムールに打倒されたモンゴル貴族に代わってトゥルクマーン遊牧民の活動が活発化し、黒羊朝の英主カラ・ユースフに率いられた彼らの手によってアゼルバイジャン地方がティムール朝から失われた。1447年、シャー・ルフが没すると再び諸王子たちが各地で自立して王位を争い始め、ティムール朝の支配は再び揺らぐ。シャー・ルフが死んだ後、その長男でサマルカンドを支配していたウルグ・ベクが正統な後継者として4代君主に即位するが、まもなく1449年に自らの長男アブドゥッラティーフの手によって殺害されてしまった。翌年にはアブドゥッラティーフも暗殺されてシャー・ルフ家からは実力者がいなくなり、混乱が続く。この間に黒羊朝が急速に勢力を広げ、イランの西部から東部まで進出してホラーサーンの主邑ヘラートまで占領していた。

### サマルカンド政権とヘラート政権

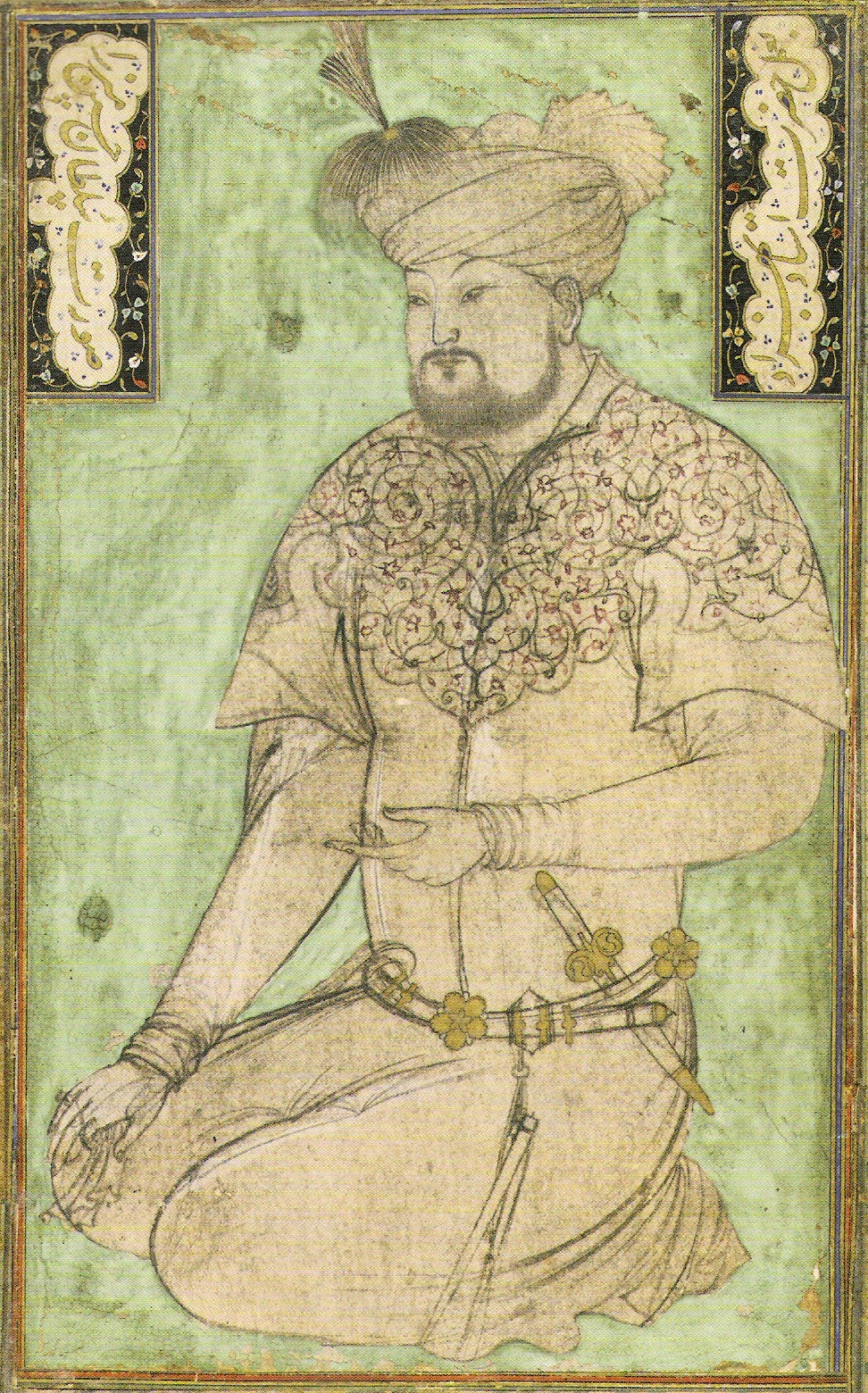
ヘラート政権を確立したスルターン・フサイン・バイカラ

1451年、シャー・ルフの兄ミーラーン・シャーの孫アブー・サイードが、中央アジアのトゥルクマーンとウズベクの支援を受けてサマルカンドを奪取、シャー・ルフ家の王子に代わって第7代君主に即位した。アブー・サイードはイスラム神秘主義教団のひとつナクシュバンディー教団の支持を獲得してその宗教的権威のもとにマー・ワラー・アンナフルの勢力を固め、1457年にはアゼルバイジャンで反乱が起ったためにヘラートを放棄して東イランに帰還せざるを得なくなった黒羊朝と交渉して、ヘラートを含むホラーサーンを始めとするイラン東部を返還されて、シャー・ルフ没以来の10年ぶりのティムール朝の単独君主となった。
アブー・サイードの治世では、反乱やウズベクの侵入に悩まされつつも統一は保たれた。しかし、1467年にアゼルバイジャン方面でトゥルクマーンの白羊朝が黒羊朝を破って勢力を確立すると、これを東部イラン回復の好機と見たアブー・サイードは西方へと遠征を敢行し、1469年に白羊朝の英主ウズン・ハサンの軍によって大敗を喫し、殺害された。アブー・サイードの死後、その長男スルタン・アフマドがサマルカンドで即位するが、もはやマー・ワラー・アンナフルを確保するのが精一杯で、ホラーサーンではヘラートを本拠地とするティムールの次男ウマル・シャイフの曾孫フサイン・バイカラが勢力を確立していた。こうしてティムール朝はサマルカンド政権とヘラート政権の分立の時代に入る。
サマルカンド政権ではウルグ・ベクの知事時代に繁栄の絶頂を極めていた都市文化が衰退に向かいつつあったが、ナクシュバンディー教団の権威のもとで安定が保たれた。しかし、1494年にアフマドが没すると王子たちと有力な将軍たち、ナクシュバンディー教団の教主たちの間で王位を巡る内訌が勃発し、さらに北方のウズベクの南下・侵入によってサマルカンド政権の支配は急速に崩壊していった。1500年、サマルカンドはシャイバーン朝のムハンマド・シャイバーニー・ハンによって征服され、サマルカンド政権は滅びる。1503年にはアブー・サイードの孫バーブルがサマルカンドを奪還するが数ヶ月で再びシャイバーニー・ハンに奪取され、中央アジアはシャイバーン朝に制圧されてゆく。
一方、ヘラート政権では40年近くに及んだフサイン・バイカラの治世のもとで安定を実現し、サマルカンド政権や白羊朝との友好関係のもと、首都ヘラートではティムール朝の宮廷文化が絶頂を迎えた。しかし、平和の影でヘラート政権は次第に文弱化しており、1506年にフサインが死んだ後にはまったくその力は失われていた。翌1507年、ヘラート政権は、サマルカンドから南下してきたシャイバーニー・ハンの前にあっけなく降伏し、こうして中央アジアにおけるティムール朝の政権は消滅した。
1511年、バーブルはイランの新興王朝サファヴィー朝の支援を受けて再びサマルカンドを奪還するが、サファヴィー朝の援助を受けるためにシーア派に改宗していたために住民の支持を失い、1512年に再びサマルカンドを失った。バーブルはこれ以降、中央アジアの支配奪還を断念し、南下に転じる。アフガニスタンのカーブルを本拠地としていたバーブルが、デリーのローディー朝を破り、インドにおけるティムール朝としてムガル帝国を打ち立てるのは、その晩年の1526年のことである。

## 国制

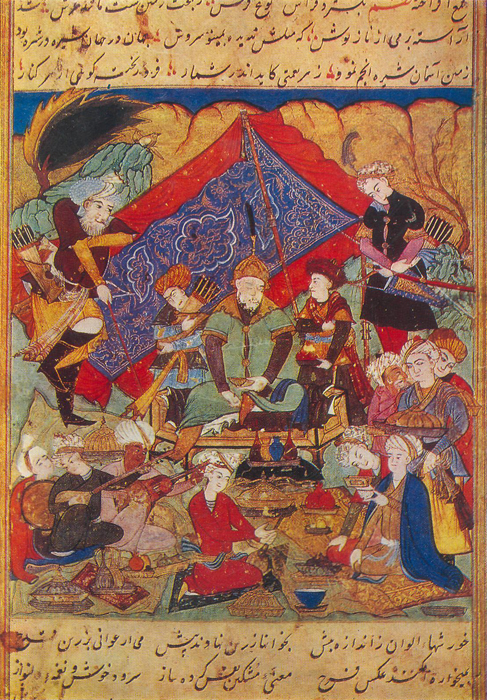
ティムールの宮廷

ティムール朝の国制については不明なところが多く、現実にティムール以下歴代の君主の多くが確固たる行政上の制度を定めたこともなかったと考えられる。特にティムールの時代には、ティムールの息子たち、腹心の部下たち、彼らに従う遊牧民たちが分封されてカリスマ的な軍事指導者であるティムールの権威に服していたため、ティムールの没後には容易に分裂に向かってしまうものであった。15世紀末にヘラートに首府を置いたフサイン・バイカラは軍務と財務を司る官庁と宗教を統括する「サドル」職を設置した。フサインはティムールと同じく皇子たちを各地に分封して、そこにもヘラートと同様の行政機関が設けられて自治が布かれた。中央の統制が及ばないため、1人の皇子が処刑されると他の皇子の反乱が連鎖し、シャイバーン朝への対応に後れをとった。
君主の支配を固める論理として、モンゴルの伝統とイスラムの伝統という二つの要素が存在したことは確かである。いまだモンゴル帝国の影響がよく残っていたティムールの時代にはモンゴルの伝統が特に強調され、ティムール朝の君主とは別に、チンギス・カンの血を引く王子たちの中から名目上のハンが擁立されるとともに、ティムール家の王子は名目上のハンやモグーリスタンのハンなどの様々なチンギス・カンの血を引く王家から王女を妻として迎え、ティムール家の君主はチンギス王家の娘婿にして最高位の将軍という立場から支配権の正統性を認めさせていた。このためティムールの孫の世代からは母をチンギス・カン家の王女とする者も少なくなく、ムガル帝国を開いたバーブルもそのひとりである。このチンギス王家の娘婿という主張はティムール朝の君主に一般的なものであるが、これに対し、シャー・ルフはイスラム的な伝統、すなわちイスラム法（シャリーア）に基づいた公正な統治者としての君主像を協調していたといわれ、アブー・サイードとその子孫のサマルカンド政権はナクシュバンディー教団の宗教的権威に頼っていたと指摘されている。
政権を支えた支配階層は、セルジューク朝以来のイラン高原の遊牧イスラム政権と同様に、ターズィーク（タジク）と呼ばれるペルシア系定住民出身の行政官僚たちと、テュルク系遊牧民の部族長（遊牧貴族）たちからなる将軍・軍人たちからなっていた。ティムール朝はあくまでもモンゴル帝国の伝統から起っているので概して遊牧貴族の地位が高くとられていたが、モンゴル帝国期には遊牧貴族の地位を示す称号であったアミール（将軍）がターズィークの高官に授けられた称号になっている例が存在することが指摘されており、ティムール朝の時代には遊牧民と定住民の生活や文化の一体化が進み、定住民の政権における地位が向上していた可能性が高い。
経済的には遊牧国家の伝統にのっとって通商政策を重視した。特にティムール朝はモンゴル帝国の遊牧民の中でも、とくに都市生活に馴染んだ西チャガタイ・ハン国の「チャガタイ人」が興した政権であったため、通商基地として重要な都市の整備をきわめて積極的に行った。王朝の多くの時代において首都であったサマルカンドはティムールの時代から大征服によって各地から略奪されてきた富が集積され、盛んな建築事業が推進されて世界でも屈指の大都市として発展した。

## 文化

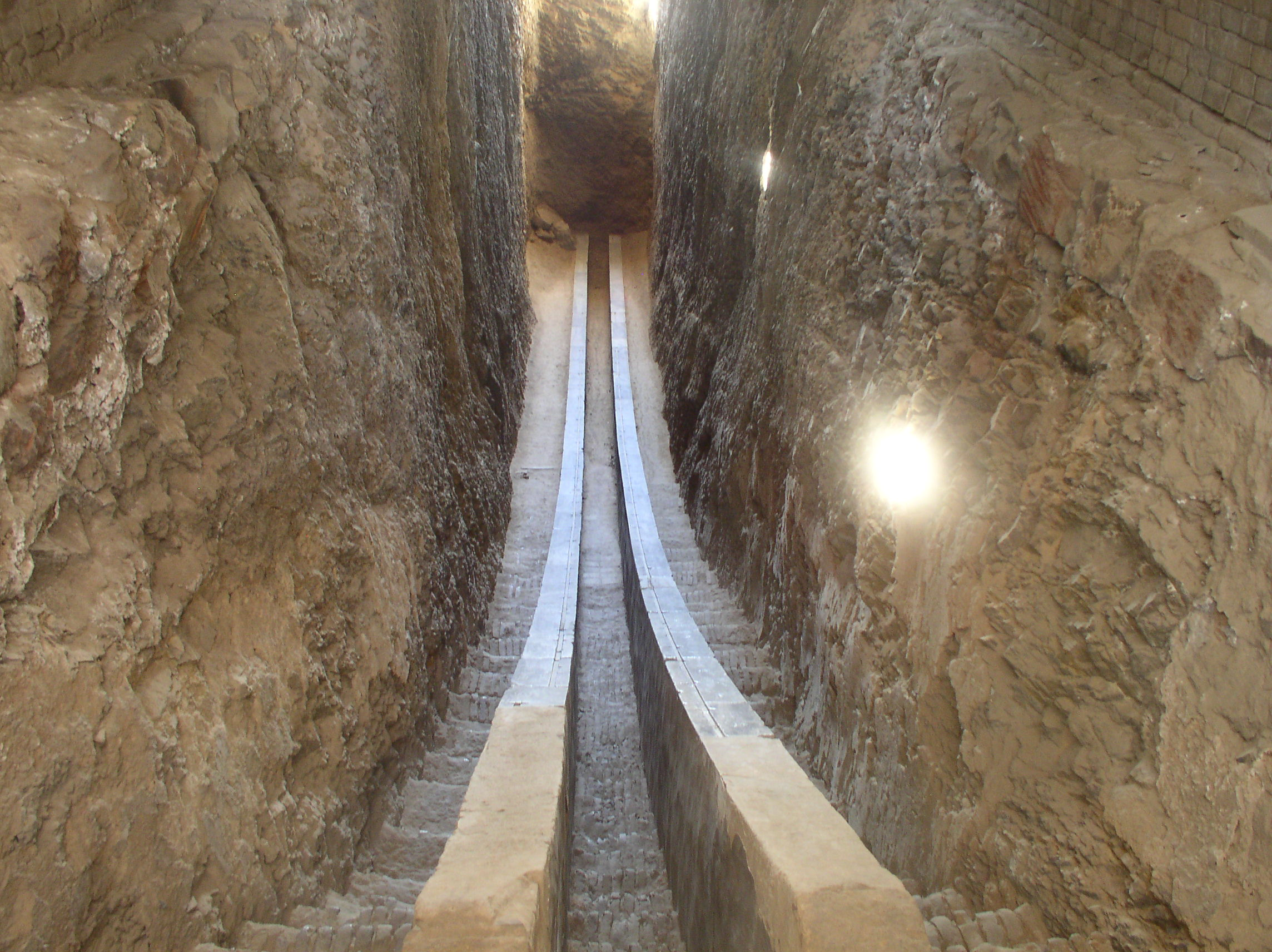
ウルグ・ベクの天文台跡

ティムール朝は元来が遊牧政権でありながら都市の優れた文化を理解していたので、首都サマルカンドを始め王族たちが駐留した各都市では盛んな通商活動に支えられて学問、芸術などが花開いた。
特に、自身が数学、医学、天文学などに通じた学者でもあったティムールの孫ウルグ・ベクがサマルカンド知事時代に行った文化事業は名高く、彼がサマルカンド郊外に建設したウルグ・ベク天文台では当時では世界最高水準の天文表が作成されていた。
また、都市には優れた宗教・教育施設が建設され、サマルカンドのグーリ・アミール廟、ビービー・ハーヌム・モスク、ウルグ・ベク・マドラサ（イスラム学院）や、現在のカザフスタン南部テュルキスタンのホージャ・アフマド・ヤサヴィー廟などが名高い。
しかし、このように都市文化に親しみ、都市の建築に力を注いだティムール朝の君主たちも、一方では遊牧民の末裔であって、都市の中の窮屈な宮殿よりも都市の周辺に設けた広大な庭園の中で寛ぐことを好んだ。こうして大小様々な庭園が建設されたが、サマルカンドのそれは、この町で生まれ育ったバーブルの自伝『バーブル・ナーマ』において詳細に描かれ、その見事な様子が今日に伝えられている。
このようにティムール朝の時代に栄えた中央アジアの宮廷文化が頂点に達したのが、15世紀後半のヘラート政権のフサイン・バイカラの宮廷においてであった。
ヘラートの宮廷では、モンゴル時代のイランで中国絵画の影響を受けて発達した細密画（ミニアチュール）の技術が移植され、芸術的にさらに高い水準に達した。フサインや、その乳兄弟で寵臣として宰相を長く務めた有力アミールのアリーシール・ナヴァーイーはいずれも優れた文化人で、彼らの文芸保護によって文学が繁栄した。
当時の中央アジアでは文化語はペルシア語であったが、ナヴァーイーらは当時テュルク語にペルシア語の語彙と修辞法を加えて洗練された「チャガタイ語」を用いた文芸、詩作をも好んで行い、ティムール朝の下でチャガタイ語をアラビア語やペルシア語と比肩しうるレベルまで文学的な地位を向上させた。チャガタイ語散文文学のひとつの頂点を示すのが、先にも触れたティムール朝の王子バーブルの著書『バーブル・ナーマ』である。

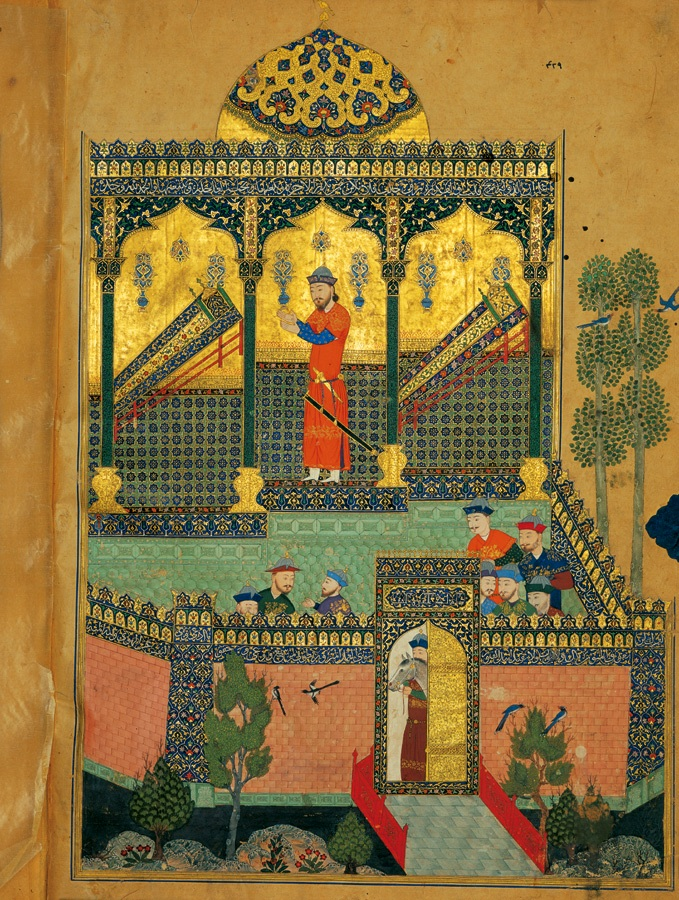
シャー・ルフの子バイスングルのために献呈された『バイスングル・シャー・ナーメ』の一場面

ティムール朝では王朝側による修史事業もまた盛んに行われた。
シャーミーとヤズディーによってティムールの伝記である二種類の『勝利の書』が著されたのを初めとして、シャー・ルフの時代にはティムール朝はチャガタイ・ウルスの後継国家としての意識が一段と顕著になった。シャー・ルフは歴史家ハーフェズ・アブルーらに『集史』をはじめとするイルハン朝時代からの歴史情報の諸資料の総括を命じ、合わせて『集史』自体もモンゴル帝国におけるバルラス部族とチンギス・ハン家の関係を強調した形に再編集させたバージョンを作成させている。
この過程でモンゴル的な祖先伝承と預言者ムハンマドとの血縁的・宗教的関係を連動させ強調する主張も盛り込まれた。この種の主張はイルハン朝時代に萌芽があったがティムール朝ではより鮮明にされるようになった。
この影響は後のオスマン朝やサファヴィー朝、シャイバーニー朝などでも受継がれていく。またこれらシャー・ルフ治世下のヘラートでの修史事業の伝統は、フサイン・バイカラの治世にナヴァーイーの保護下で世界的な通史である『清浄園』を著したミールホーンドや、その外孫でバーブルに仕えた『伝記の伴侶』の著者ホーンダミールなどを輩出している。
これらの高い文化の影響は、ティムール朝の中央アジア領をそのまま引き継いだシャイバーン朝のみならず、西のサファヴィー朝、南のムガル帝国にまで及んだ。こうしてティムール朝の滅亡後も、東方イスラム世界と呼ばれる一帯の文化圏で優れたイスラム文化が続いてゆく。また、ティムール朝時代の進んだ文学や科学が言語を同じくするアナトリアのトルコ人たちの間にもたらされたことが、当時勃興の途上にあったオスマン帝国の文化に与えた影響は大きい。
こうしたティムール帝国で形成され花開いたイスラーム文化を、特にトルコ・イスラーム文化という。

## 歴代君主
1. ティムール（1370年 - 1405年）
2. ハリール・スルタン（1405年 - 1409年）
3. シャー・ルフ（1409年 -1447年）
4. ウルグ・ベク（1447年 - 1449年）
5. アブドゥッラティーフ（1449年 - 1450年）
6. アブドゥッラー（1450年 - 1451年）
7. アブー・サイード（1451年 - 1469年）

### サマルカンド政権
1. スルタン・アフマド（1469年 - 1494年、アブー・サイードの長男）
2. スルタン・マフムード（1494年 - 1495年、アブー・サイードの次男）
3. バイスングル（1495年 -1496年、スルタン・マフムードの長男）
4. スルタン・アリー（1496年、スルタン・マフムードの次男）
5. バイスングル（2回目、1497年）
6. バーブル（1497年 - 1498年、後のムガル帝国初代皇帝）
7. スルタン・アリー（2回目、1498年 - 1500年）

### ヘラート政権
1. フサイン・バイカラ（1470年 - 1506年）
2. バディー・ウッザマーン、ムザッファル・フサイン（共同統治、1506年 - 1507年）

## 系図
|  |  |                      |                      |                      |                      |                      |                      |                  |                  |                    |                    |                    |                    |                        |                        |                        |                        | ティムール1            |                        |                     |                     |                        |                        |                        |                        |                        |                        |                     |                     |                     |                     |                    |                    |                      |                      |                      |                      |                      |                      |                  |                  |                       |                       |                       |                       |                       |                       |               |               |                  |                  |                  |                  |                  |                  |  |  |  |  |  |  |  |  |  |  |  |  |  |  |  |  |  |  |  |  |  |  |  |  |  |  |  |  |  |  |  |  |  |  |  |  |  |  |  |  |  |  |  |  |  |  |
|  |  |                      |                      |                      |                      |                      |                      |                  |                  |                    |                    |                    |                    |                        |                        |                        |                        |                        |                        |                     |                     |                        |                        |                        |                        |                        |                        |                     |                     |                     |                     |                    |                    |                      |                      |                      |                      |                      |                      |                  |                  |                       |                       |                       |                       |                       |                       |               |               |                  |                  |                  |                  |                  |                  |  |  |  |  |  |  |  |  |  |  |  |  |  |  |  |  |  |  |  |  |  |  |  |  |  |  |  |  |  |  |  |  |  |  |  |  |  |  |  |  |  |  |  |  |  |  |
|  |  |                      |                      |                      |                      |                      |                      |                  |                  |                    |                    |                    |                    |                        |                        |                        |                        |                        |                        |                     |                     |                        |                        |                        |                        |                        |                        |                     |                     |                     |                     |                    |                    |                      |                      |                      |                      |                      |                      |                  |                  |                       |                       |                       |                       |                       |                       |               |               |                  |                  |                  |                  |                  |                  |  |  |  |  |  |  |  |  |  |  |  |  |  |  |  |  |  |  |  |  |  |  |  |  |  |  |  |  |  |  |  |  |  |  |  |  |  |  |  |  |  |  |  |  |  |  |
|  |  |                      |                      |                      |                      | ジャハーンギール     | ジャハーンギール     | ジャハーンギール | ジャハーンギール | ジャハーンギール   | ジャハーンギール   |                    |                    |                        |                        |                        |                        | ウマル・シャイフ       | ウマル・シャイフ       | ウマル・シャイフ    | ウマル・シャイフ    | ウマル・シャイフ       | ウマル・シャイフ       |                        |                        |                        |                        |                     |                     | ミーラーン・シャー  | ミーラーン・シャー  | ミーラーン・シャー | ミーラーン・シャー | ミーラーン・シャー   | ミーラーン・シャー   |                      |                      |                      |                      |                  |                  |                       |                       |                       |                       | シャー・ルフ3         | シャー・ルフ3         | シャー・ルフ3 | シャー・ルフ3 | シャー・ルフ3    | シャー・ルフ3    |                  |                  |                  |                  |  |  |  |  |  |  |  |  |  |  |  |  |  |  |  |  |  |  |  |  |  |  |  |  |  |  |  |  |  |  |  |  |  |  |  |  |  |  |  |  |  |  |  |  |  |  |
|  |  |                      |                      |                      |                      | ジャハーンギール     | ジャハーンギール     | ジャハーンギール | ジャハーンギール | ジャハーンギール   | ジャハーンギール   |                    |                    |                        |                        |                        |                        | ウマル・シャイフ       | ウマル・シャイフ       | ウマル・シャイフ    | ウマル・シャイフ    | ウマル・シャイフ       | ウマル・シャイフ       |                        |                        |                        |                        |                     |                     | ミーラーン・シャー  | ミーラーン・シャー  | ミーラーン・シャー | ミーラーン・シャー | ミーラーン・シャー   | ミーラーン・シャー   |                      |                      |                      |                      |                  |                  |                       |                       |                       |                       | シャー・ルフ3         | シャー・ルフ3         | シャー・ルフ3 | シャー・ルフ3 | シャー・ルフ3    | シャー・ルフ3    |                  |                  |                  |                  |  |  |  |  |  |  |  |  |  |  |  |  |  |  |  |  |  |  |  |  |  |  |  |  |  |  |  |  |  |  |  |  |  |  |  |  |  |  |  |  |  |  |  |  |  |  |
|  |  |                      |                      |                      |                      |                      |                      |                  |                  |                    |                    |                    |                    |                        |                        |                        |                        |                        |                        |                     |                     |                        |                        |                        |                        |                        |                        |                     |                     |                     |                     |                    |                    |                      |                      |                      |                      |                      |                      |                  |                  |                       |                       |                       |                       |                       |                       |               |               |                  |                  |                  |                  |                  |                  |  |  |  |  |  |  |  |  |  |  |  |  |  |  |  |  |  |  |  |  |  |  |  |  |  |  |  |  |  |  |  |  |  |  |  |  |  |  |  |  |  |  |  |  |  |  |
|  |  | ムハンマド・スルタン | ムハンマド・スルタン | ムハンマド・スルタン | ムハンマド・スルタン | ムハンマド・スルタン | ムハンマド・スルタン |                  |                  | ピール・ムハンマド | ピール・ムハンマド | ピール・ムハンマド | ピール・ムハンマド | ピール・ムハンマド     | ピール・ムハンマド     |                        |                        | バイカラ               | バイカラ               | バイカラ            | バイカラ            | バイカラ               | バイカラ               |                        |                        | ハリール・スルタン2    | ハリール・スルタン2    | ハリール・スルタン2 | ハリール・スルタン2 | ハリール・スルタン2 | ハリール・スルタン2 |                    |                    | スルタン・ムハンマド | スルタン・ムハンマド | スルタン・ムハンマド | スルタン・ムハンマド | スルタン・ムハンマド | スルタン・ムハンマド |                  |                  | ウルグ・ベク4         | ウルグ・ベク4         | ウルグ・ベク4         | ウルグ・ベク4         | ウルグ・ベク4         | ウルグ・ベク4         |               |               | イブラーヒーム   | イブラーヒーム   | イブラーヒーム   | イブラーヒーム   | イブラーヒーム   | イブラーヒーム   |  |  |  |  |  |  |  |  |  |  |  |  |  |  |  |  |  |  |  |  |  |  |  |  |  |  |  |  |  |  |  |  |  |  |  |  |  |  |  |  |  |  |  |  |  |  |
|  |  | ムハンマド・スルタン | ムハンマド・スルタン | ムハンマド・スルタン | ムハンマド・スルタン | ムハンマド・スルタン | ムハンマド・スルタン |                  |                  | ピール・ムハンマド | ピール・ムハンマド | ピール・ムハンマド | ピール・ムハンマド | ピール・ムハンマド     | ピール・ムハンマド     |                        |                        | バイカラ               | バイカラ               | バイカラ            | バイカラ            | バイカラ               | バイカラ               |                        |                        | ハリール・スルタン2    | ハリール・スルタン2    | ハリール・スルタン2 | ハリール・スルタン2 | ハリール・スルタン2 | ハリール・スルタン2 |                    |                    | スルタン・ムハンマド | スルタン・ムハンマド | スルタン・ムハンマド | スルタン・ムハンマド | スルタン・ムハンマド | スルタン・ムハンマド |                  |                  | ウルグ・ベク4         | ウルグ・ベク4         | ウルグ・ベク4         | ウルグ・ベク4         | ウルグ・ベク4         | ウルグ・ベク4         |               |               | イブラーヒーム   | イブラーヒーム   | イブラーヒーム   | イブラーヒーム   | イブラーヒーム   | イブラーヒーム   |  |  |  |  |  |  |  |  |  |  |  |  |  |  |  |  |  |  |  |  |  |  |  |  |  |  |  |  |  |  |  |  |  |  |  |  |  |  |  |  |  |  |  |  |  |  |
|  |  |                      |                      |                      |                      |                      |                      |                  |                  |                    |                    |                    |                    |                        |                        |                        |                        | マンスール             | マンスール             | マンスール          | マンスール          | マンスール             | マンスール             |                        |                        |                        |                        |                     |                     |                     |                     |                    |                    | アブー・サイード7    | アブー・サイード7    | アブー・サイード7    | アブー・サイード7    | アブー・サイード7    | アブー・サイード7    |                  |                  | アブドゥッラティーフ5 | アブドゥッラティーフ5 | アブドゥッラティーフ5 | アブドゥッラティーフ5 | アブドゥッラティーフ5 | アブドゥッラティーフ5 |               |               | アブドゥッラー6  | アブドゥッラー6  | アブドゥッラー6  | アブドゥッラー6  | アブドゥッラー6  | アブドゥッラー6  |  |  |  |  |  |  |  |  |  |  |  |  |  |  |  |  |  |  |  |  |  |  |  |  |  |  |  |  |  |  |  |  |  |  |  |  |  |  |  |  |  |  |  |  |  |  |
|  |  |                      |                      |                      |                      |                      |                      |                  |                  |                    |                    |                    |                    |                        |                        |                        |                        | マンスール             | マンスール             | マンスール          | マンスール          | マンスール             | マンスール             |                        |                        |                        |                        |                     |                     |                     |                     |                    |                    | アブー・サイード7    | アブー・サイード7    | アブー・サイード7    | アブー・サイード7    | アブー・サイード7    | アブー・サイード7    |                  |                  | アブドゥッラティーフ5 | アブドゥッラティーフ5 | アブドゥッラティーフ5 | アブドゥッラティーフ5 | アブドゥッラティーフ5 | アブドゥッラティーフ5 |               |               | アブドゥッラー6  | アブドゥッラー6  | アブドゥッラー6  | アブドゥッラー6  | アブドゥッラー6  | アブドゥッラー6  |  |  |  |  |  |  |  |  |  |  |  |  |  |  |  |  |  |  |  |  |  |  |  |  |  |  |  |  |  |  |  |  |  |  |  |  |  |  |  |  |  |  |  |  |  |  |
|  |  |                      |                      |                      |                      |                      |                      |                  |                  |                    |                    |                    |                    |                        |                        |                        |                        |                        |                        |                     |                     |                        |                        |                        |                        |                        |                        |                     |                     |                     |                     |                    |                    |                      |                      |                      |                      |                      |                      |                  |                  |                       |                       |                       |                       |                       |                       |               |               |                  |                  |                  |                  |                  |                  |  |  |  |  |  |  |  |  |  |  |  |  |  |  |  |  |  |  |  |  |  |  |  |  |  |  |  |  |  |  |  |  |  |  |  |  |  |  |  |  |  |  |  |  |  |  |
|  |  |                      |                      |                      |                      |                      |                      |                  |                  |                    |                    |                    |                    |                        |                        |                        |                        | フサイン・バイカラ8    | フサイン・バイカラ8    | フサイン・バイカラ8 | フサイン・バイカラ8 | フサイン・バイカラ8    | フサイン・バイカラ8    |                        |                        | スルタン・アフマド     | スルタン・アフマド     | スルタン・アフマド  | スルタン・アフマド  | スルタン・アフマド  | スルタン・アフマド  |                    |                    | スルタン・マフムード | スルタン・マフムード | スルタン・マフムード | スルタン・マフムード | スルタン・マフムード | スルタン・マフムード |                  |                  | ウルグ・ベク          | ウルグ・ベク          | ウルグ・ベク          | ウルグ・ベク          | ウルグ・ベク          | ウルグ・ベク          |               |               | ウマル・シャイフ | ウマル・シャイフ | ウマル・シャイフ | ウマル・シャイフ | ウマル・シャイフ | ウマル・シャイフ |  |  |  |  |  |  |  |  |  |  |  |  |  |  |  |  |  |  |  |  |  |  |  |  |  |  |  |  |  |  |  |  |  |  |  |  |  |  |  |  |  |  |  |  |  |  |
|  |  |                      |                      |                      |                      |                      |                      |                  |                  |                    |                    |                    |                    |                        |                        |                        |                        | フサイン・バイカラ8    | フサイン・バイカラ8    | フサイン・バイカラ8 | フサイン・バイカラ8 | フサイン・バイカラ8    | フサイン・バイカラ8    |                        |                        | スルタン・アフマド     | スルタン・アフマド     | スルタン・アフマド  | スルタン・アフマド  | スルタン・アフマド  | スルタン・アフマド  |                    |                    | スルタン・マフムード | スルタン・マフムード | スルタン・マフムード | スルタン・マフムード | スルタン・マフムード | スルタン・マフムード |                  |                  | ウルグ・ベク          | ウルグ・ベク          | ウルグ・ベク          | ウルグ・ベク          | ウルグ・ベク          | ウルグ・ベク          |               |               | ウマル・シャイフ | ウマル・シャイフ | ウマル・シャイフ | ウマル・シャイフ | ウマル・シャイフ | ウマル・シャイフ |  |  |  |  |  |  |  |  |  |  |  |  |  |  |  |  |  |  |  |  |  |  |  |  |  |  |  |  |  |  |  |  |  |  |  |  |  |  |  |  |  |  |  |  |  |  |
|  |  |                      |                      |                      |                      |                      |                      |                  |                  |                    |                    |                    |                    |                        |                        |                        |                        |                        |                        |                     |                     |                        |                        |                        |                        |                        |                        |                     |                     |                     |                     |                    |                    |                      |                      |                      |                      |                      |                      |                  |                  |                       |                       |                       |                       |                       |                       |               |               |                  |                  |                  |                  |                  |                  |  |  |  |  |  |  |  |  |  |  |  |  |  |  |  |  |  |  |  |  |  |  |  |  |  |  |  |  |  |  |  |  |  |  |  |  |  |  |  |  |  |  |  |  |  |  |
|  |  |                      |                      |                      |                      |                      |                      |                  |                  |                    |                    |                    |                    | バディー・ウッザマーン | バディー・ウッザマーン | バディー・ウッザマーン | バディー・ウッザマーン | バディー・ウッザマーン | バディー・ウッザマーン |                     |                     | ムザッファル・フサイン | ムザッファル・フサイン | ムザッファル・フサイン | ムザッファル・フサイン | ムザッファル・フサイン | ムザッファル・フサイン |                     |                     | バイスングル        | バイスングル        | バイスングル       | バイスングル       | バイスングル         | バイスングル         |                      |                      | スルタン・アリー     | スルタン・アリー     | スルタン・アリー | スルタン・アリー | スルタン・アリー      | スルタン・アリー      |                       |                       |                       |                       |               |               | バーブル         | バーブル         | バーブル         | バーブル         | バーブル         | バーブル         |  |  |  |  |  |  |  |  |  |  |  |  |  |  |  |  |  |  |  |  |  |  |  |  |  |  |  |  |  |  |  |  |  |  |  |  |  |  |  |  |  |  |  |  |  |  |
|  |  |                      |                      |                      |                      |                      |                      |                  |                  |                    |                    |                    |                    | バディー・ウッザマーン | バディー・ウッザマーン | バディー・ウッザマーン | バディー・ウッザマーン | バディー・ウッザマーン | バディー・ウッザマーン |                     |                     | ムザッファル・フサイン | ムザッファル・フサイン | ムザッファル・フサイン | ムザッファル・フサイン | ムザッファル・フサイン | ムザッファル・フサイン |                     |                     | バイスングル        | バイスングル        | バイスングル       | バイスングル       | バイスングル         | バイスングル         |                      |                      | スルタン・アリー     | スルタン・アリー     | スルタン・アリー | スルタン・アリー | スルタン・アリー      | スルタン・アリー      |                       |                       |                       |                       |               |               | バーブル         | バーブル         | バーブル         | バーブル         | バーブル         | バーブル         |  |  |  |  |  |  |  |  |  |  |  |  |  |  |  |  |  |  |  |  |  |  |  |  |  |  |  |  |  |  |  |  |  |  |  |  |  |  |  |  |  |  |  |  |  |  |
|  |  |                      |                      |                      |                      |                      |                      |                  |                  |                    |                    |                    |                    |                        |                        |                        |                        |                        |                        |                     |                     |                        |                        |                        |                        |                        |                        |                     |                     |                     |                     |                    |                    |                      |                      |                      |                      |                      |                      |                  |                  |                       |                       |                       |                       |                       |                       |               |               | ムガル帝国       |                  |                  |                  |                  |                  |  |  |  |  |  |  |  |  |  |  |  |  |  |  |  |  |  |  |  |  |  |  |  |  |  |  |  |  |  |  |  |  |  |  |  |  |  |  |  |  |  |  |  |  |  |  |

## 関連文献
- 久保一之『ティムール 草原とオアシスの覇者』山川出版社〈世界史リブレット 人〉、2014年。
- 川口琢司『ティムール帝国支配層の研究』北海道大学出版会、2007年。
- 川口琢司『ティムール帝国』講談社〈講談社選書メチエ〉、2014年。